# 康诺特广场
康诺特广场（Connaught Place），目前的正式名称为拉吉夫广场（Rajiv Chowk，得名于印度总理拉吉夫·甘地.），是新德里的中心商务区，兴建于1929年到1933年，一些印度公司总部设此。

## 历史
这一地区原是郊外的狩猎地点。印度政府的总设计师尼科尔斯酝酿为帝国的新首都兴建一个中心商务区，策划以欧洲文艺复兴和古典风格为主的中央广场。但是他在1917年离开印度，埃德溫·魯琴斯和赫伯特·貝克忙于兴建大型建筑，公共工程部总设计师Robert Tor Russell设计了这个广场。
康诺特广场以维多利亚女王的第三子阿瑟王子 (康诺和斯特拉森公爵)命名，其乔治式建筑模仿了英国巴斯的皇家新月。不过皇家新月是半圆形，三层，主要是住宅，而康诺特广场只有两层，几乎是一个完整的圆，底层为商业，二楼为住宅。最终的规划是两个同心圆，形成内圈、中圈、外圈和7条道路。按照原计划，广场的各个区块从上方相连，但是由于规模过大而放弃。政府计划将新德里火车站建在中央公园内，但是铁路部门认为这不切实际而加以拒绝，改设于附近的Paharganj地区。最后，建设工作始于1929年，主要建筑总督府（今总统府）、国会大厦和印度门完成于1933年。 
2005-06年，德里地铁在广场的中心公园下方设站，为黄线和蓝线的交换站，德里地铁最大和最繁忙的车站之一。
在2008年9月13日新德里爆炸事件中，康诺特广场是其中两起爆炸的案发现场。 十人受伤。此后，出于安全原因，该地区的所有垃圾箱已被撤除。

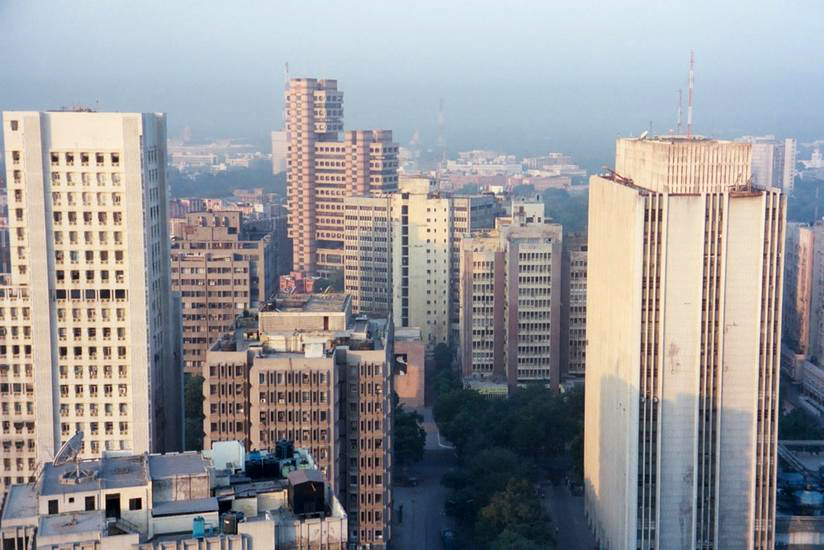
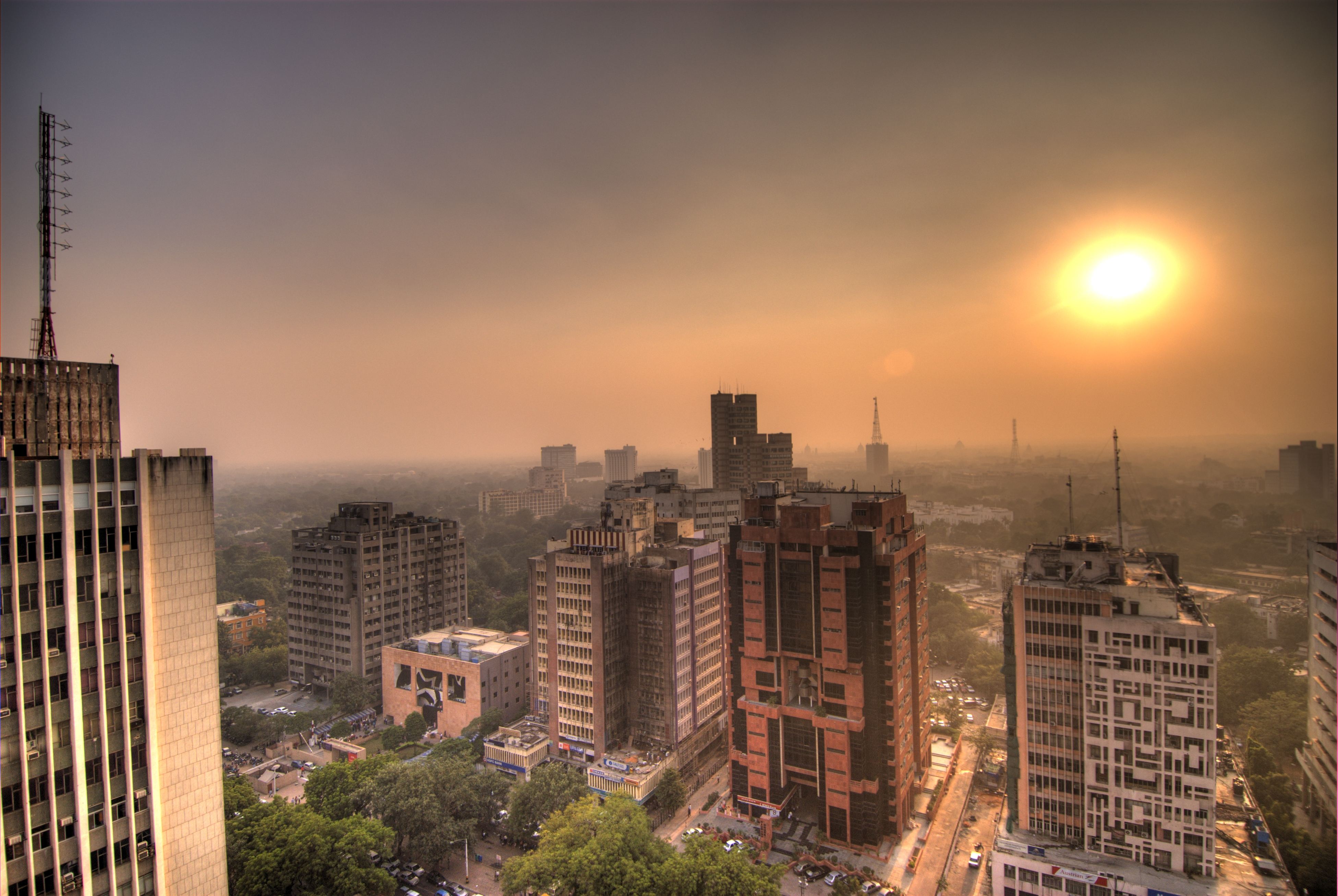
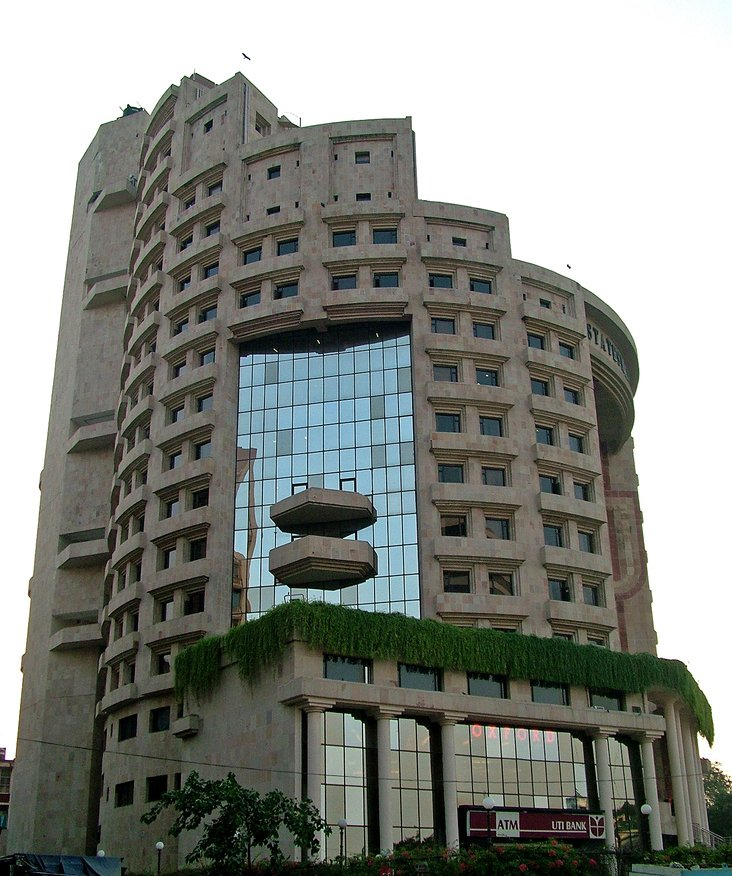
政治家大厦
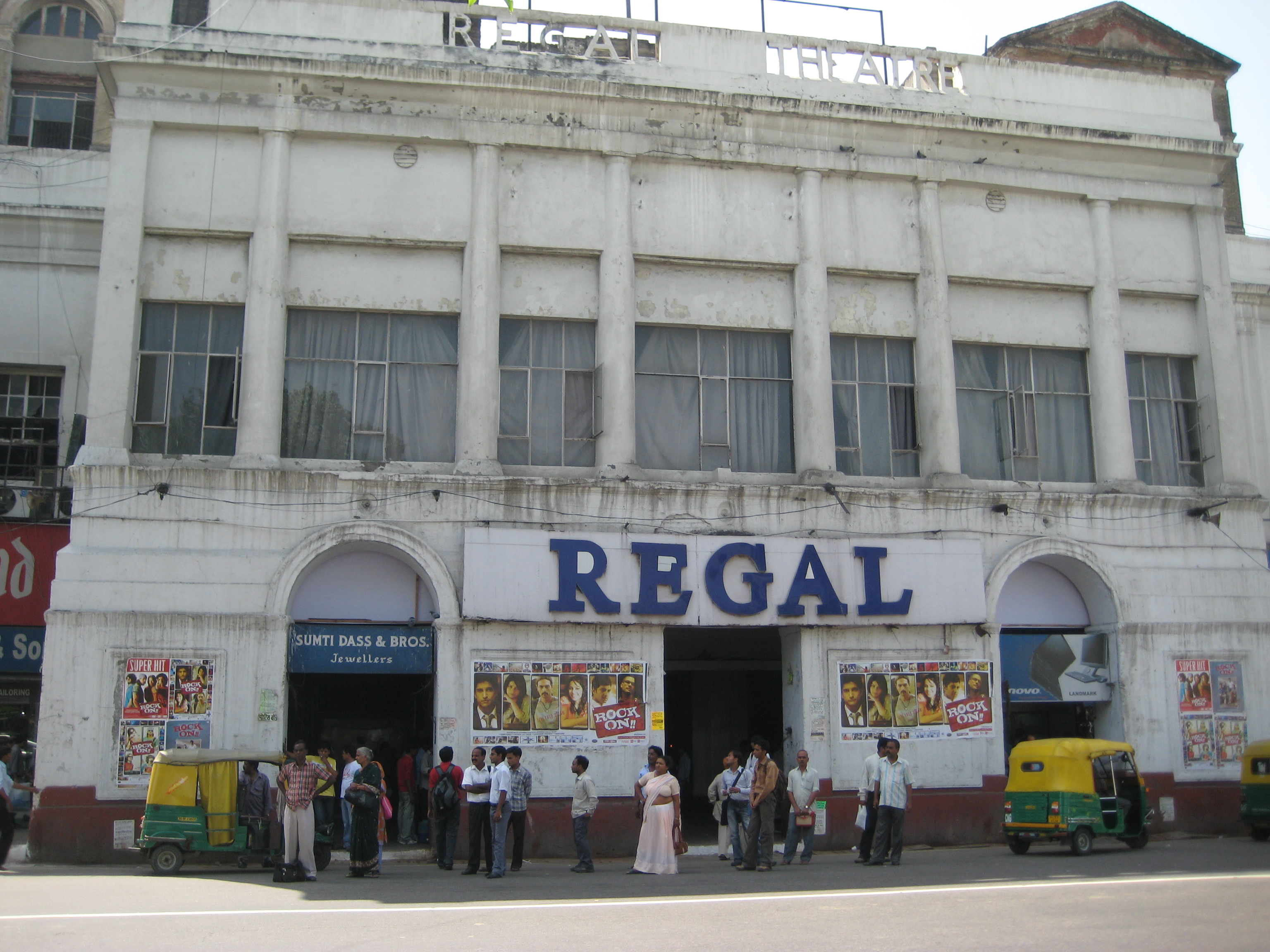
Regal 电影院
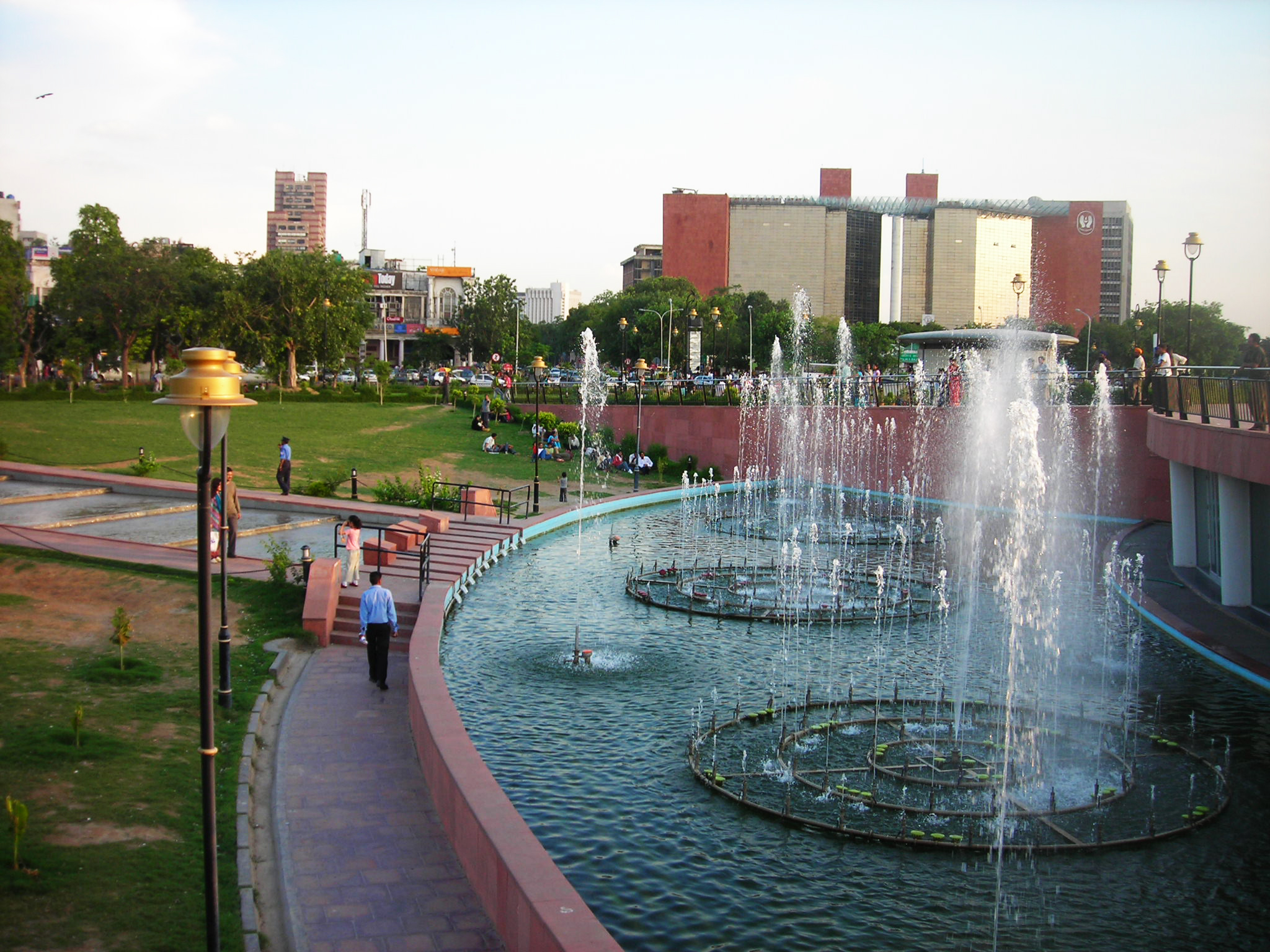
中心公园
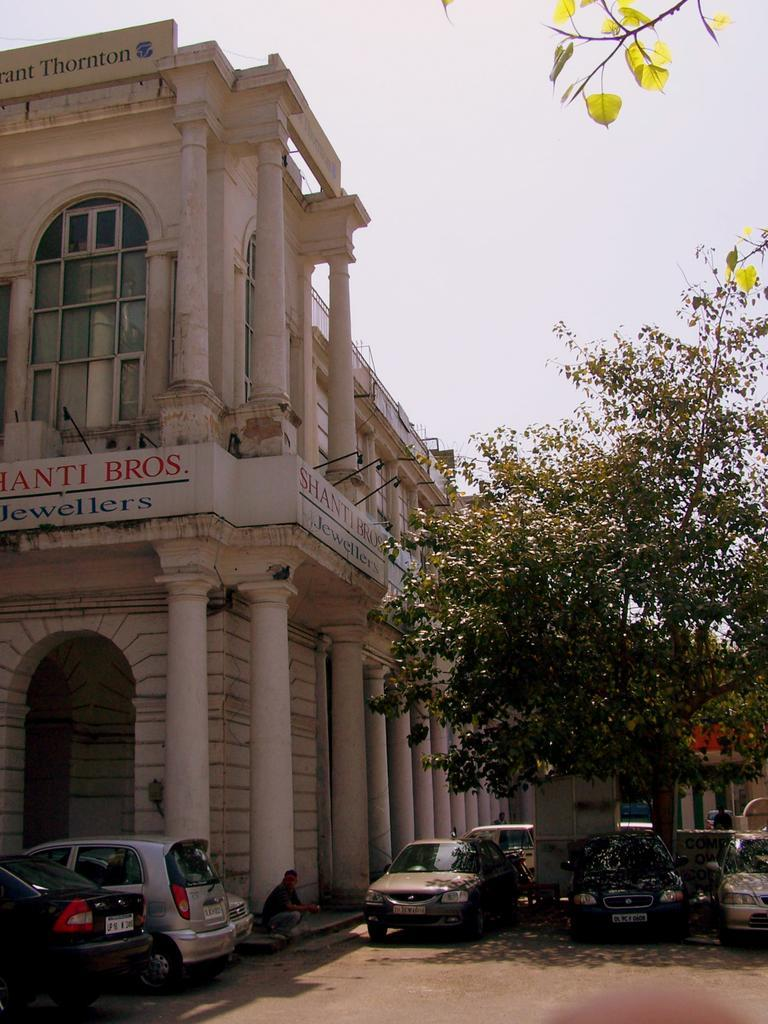
乔治式建筑
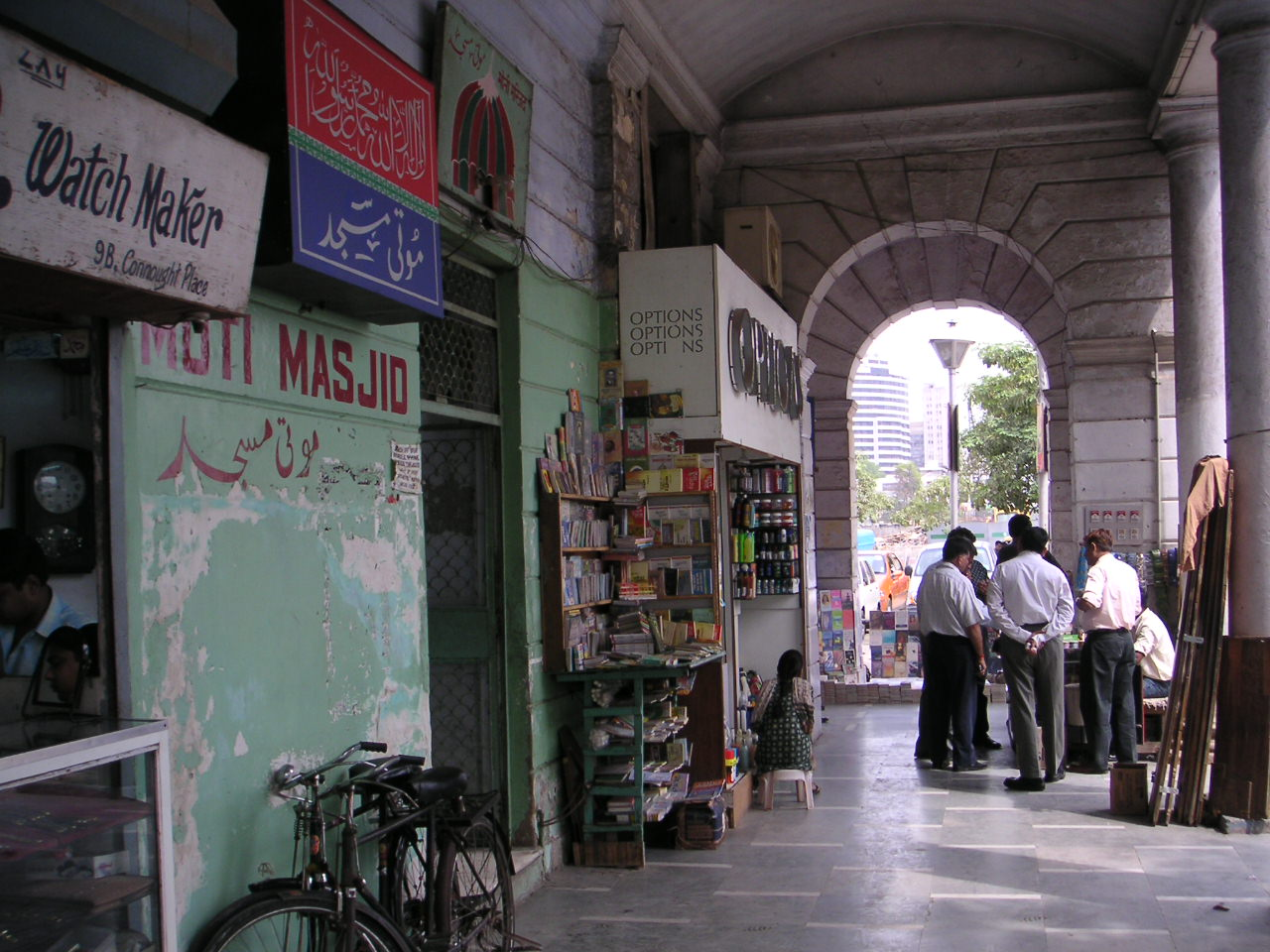
小清真寺
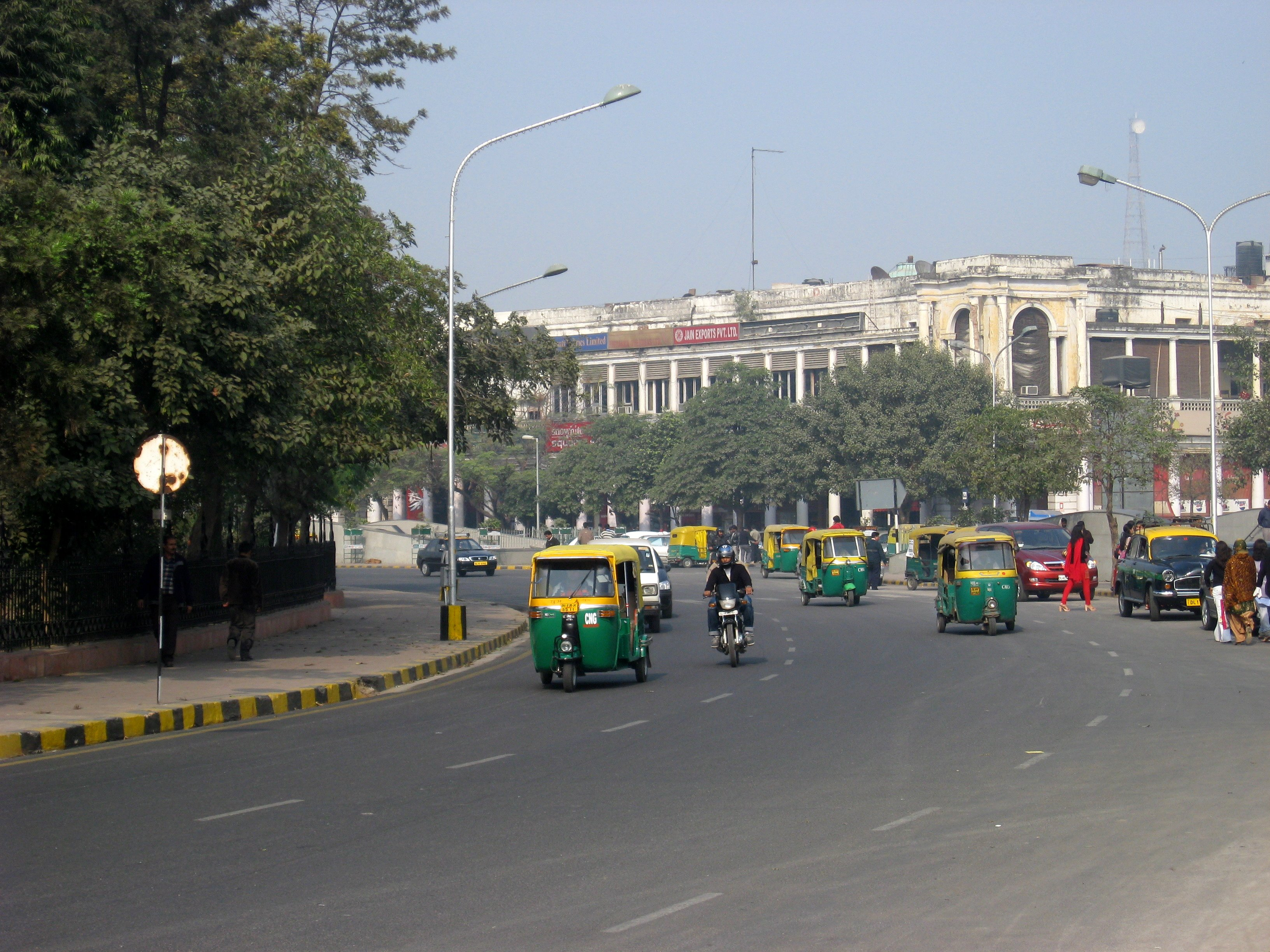
内圈
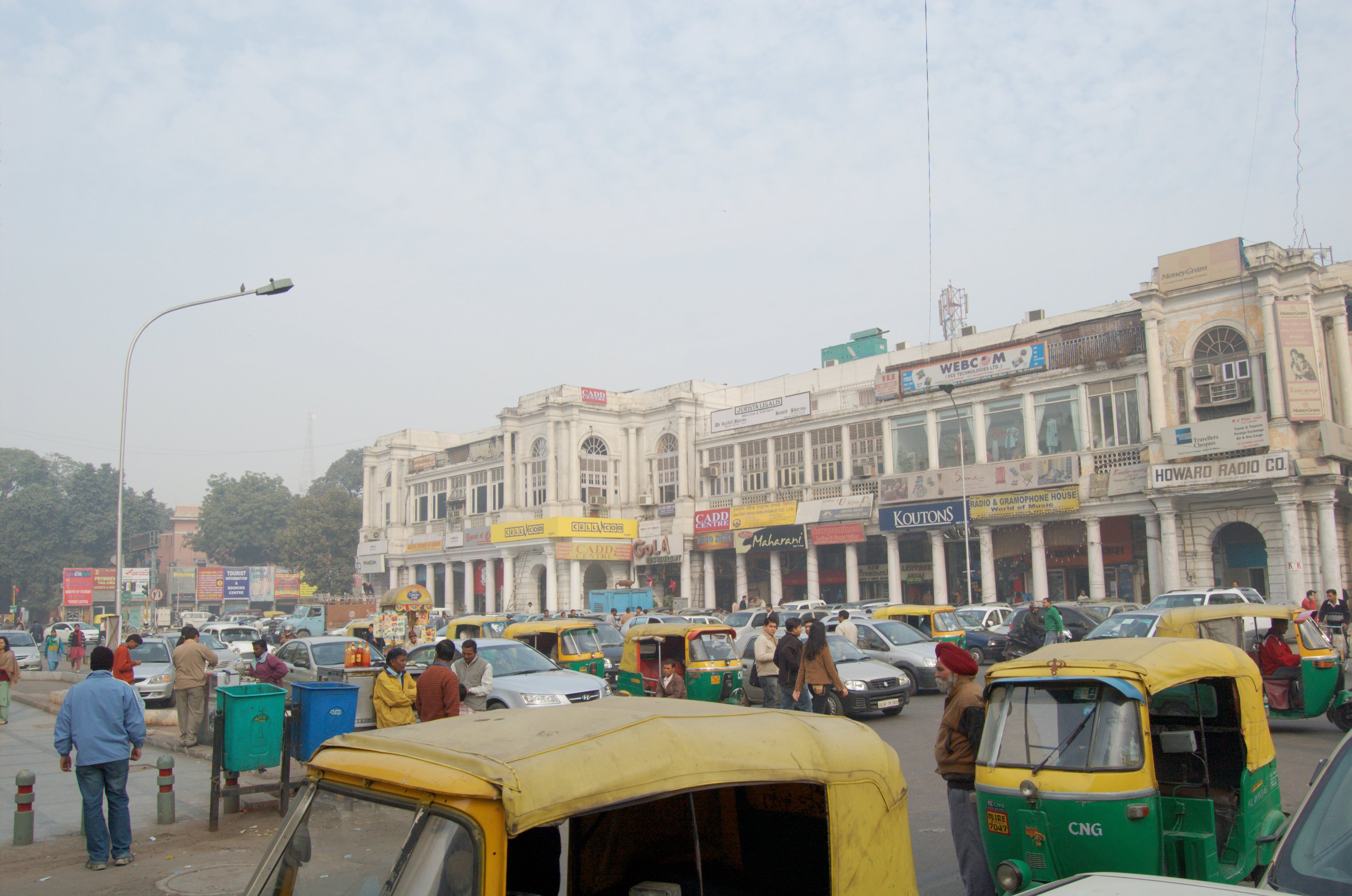
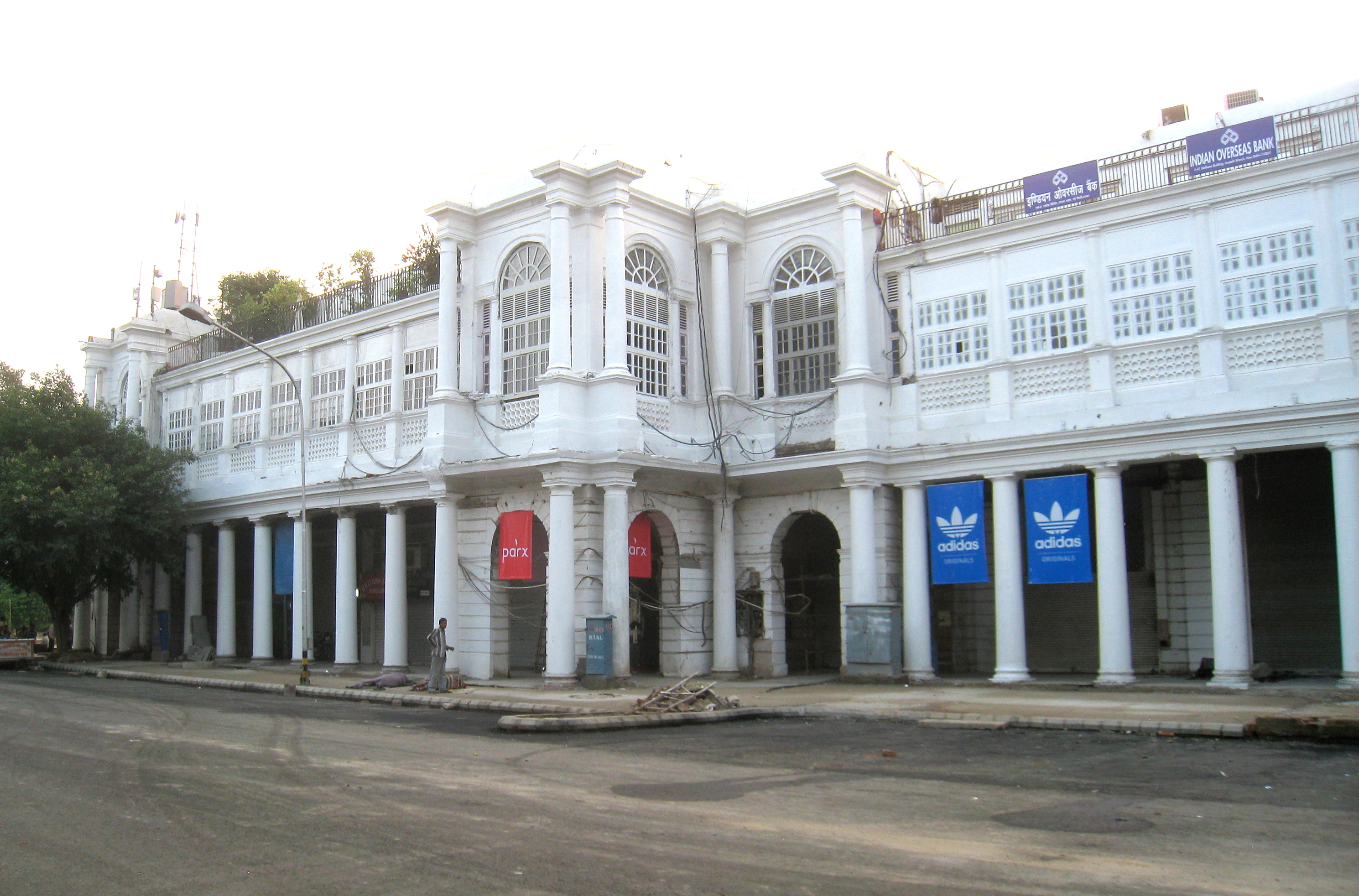
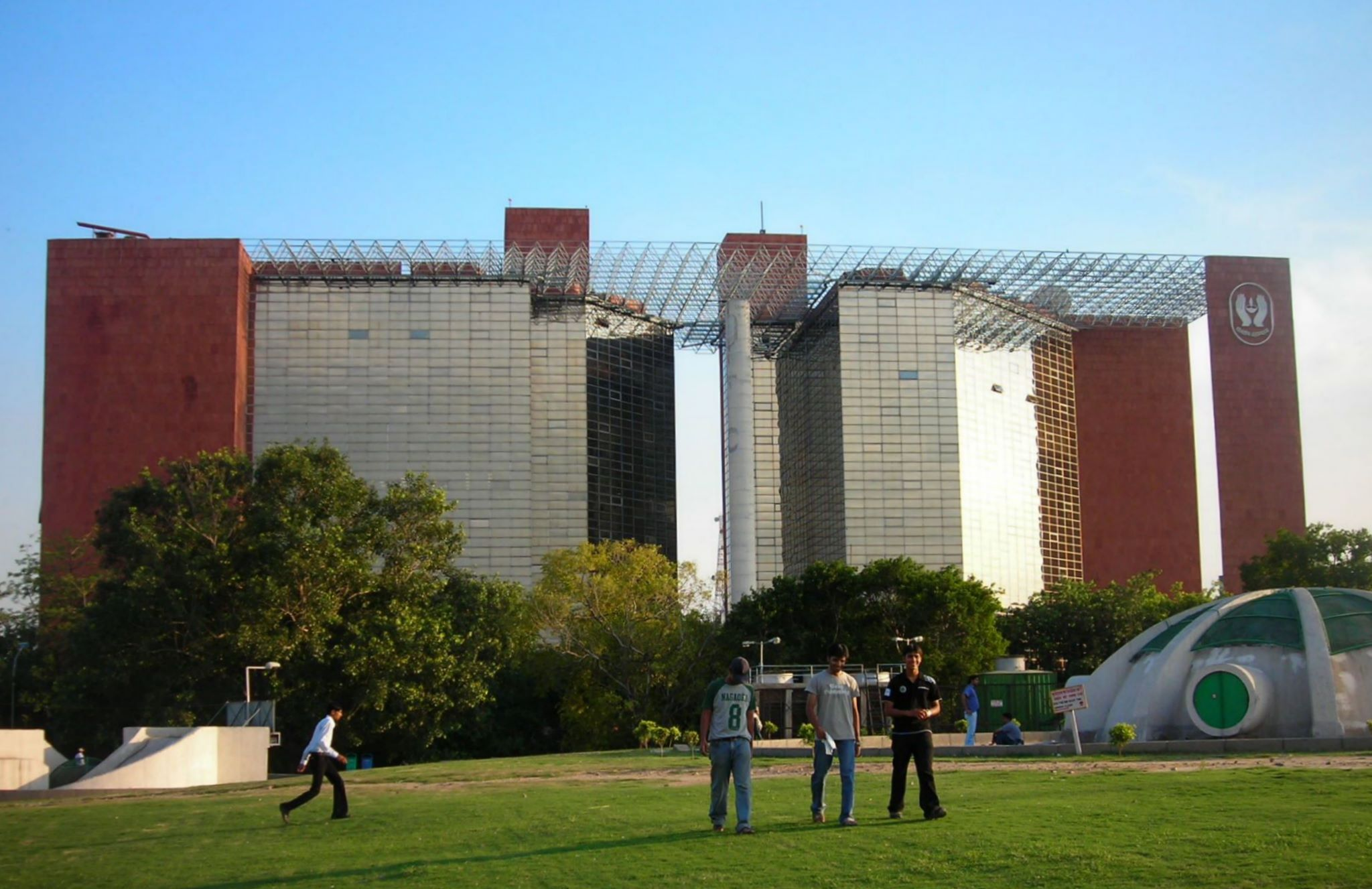